# Chiesa di San Michele Arcangelo (Meduna di Livenza)
La chiesa di San Michele Arcangelo, nota anche come chiesa dei Santi Michele e Lorenzo si trova a Quartarezza, località del comune di Meduna di Livenza, ed è filiale della pieve di Lorenzaga.
L'edificio, simile a varie altre chiese della zona (tra cui le parrocchiali di Meduna di Livenza, di Blessaglia e di Portovecchio), sembra risalire al Cinquecento.
La facciata della chiesa è caratterizzata da lesene in muratura congiunte da piccoli archi e da un piccolo rosone.